# Chuck Berry
Charles Edward Anderson "Chuck" Berry, född 18 oktober 1926 i St. Louis, Missouri, död 18 mars 2017 i Wentzville, Missouri, var en amerikansk sångare, gitarrist och låtskrivare. Han var en av förgrundsfigurerna inom den tidiga rock'n'roll-musiken på 1950-talet. Texterna till hans låtar kretsar mycket ofta kring livet för amerikanska ungdomar och handlar om bilar, dans, ung kärlek, föräldrar och skola. Hans låtar kännetecknas även av ett återkommande distinkt gitarrintro. Berry var den som uppfann den berömda "duckwalken" vilken många artister inklusive AC/DC:s Angus Young tagit efter.
Berrys musik har uppskattats av generationer, och många betydande musiker och musikgrupper som The Beatles, Rolling Stones och AC/DC har tagit starkt intryck av hans musik. Flera av hans låtar, däribland "Maybellene", "Sweet Little Sixteen", "Johnny B. Goode", "Memphis, Tennessee", och "No Particular Place to Go" kom att bli några av de mest kända rock 'n' roll-låtarna under 1900-talet och de har blivit något av den integrerade amerikanska ungdoms- och populärkulturens "nationalsånger". 1986 tillhörde han den första omgången artister att väljas in i Rock and Roll Hall of Fame. Han är också den artist som fått representera rockmusiken med "Johnny B. Goode" på den av NASA i rymden utsända Voyager Golden Record.

## Biografi
Chuck Berry föddes som det tredje barnet i en stor familj i St. Louis. Hans far var predikant och snickare och hans mor lärare. I tonåren lärde han sig spela gitarr med hjälp av en skolkamrat och redan under det tidiga 1940-talet började han uppträda inför publik. Han intresserade sig tidigt för bluesmusik, men var en bred musiker som kunde spela det som efterfrågades. Som sjuttonåring begav sig Berry och två vänner ut på resa mot Kalifornien. Resan slutade i kriminalitet då de rånade ett antal affärer i Kansas City, Missouri samt begick en bilstöld. Berry dömdes sedermera till fängelse och satt inne på ungdomsanstalt i Jefferson City i tre år. Efter att han blivit frisläppt arbetade han under en tid på en bilfabrik.
Under det tidiga 1950-talet tog han åter upp musiken, och blev allt mer uppmärksammad. Han började bland annat spela med pianisten Johnnie Johnson som senare med sitt boogie woogie-färgade pianospel kom att bli en viktig faktor i Berrys ljudbild. I sin tidiga karriär spelade han ofta låtar som Nat King Cole gjort. Men han kom underfund med att publiken ville ha lite vildare låtar också, särskilt hillbilly-musik efterfrågades. Hans vilda scenframträdande kombinerat med egna tolkningar av kända sånger gjorde honom mer och mer populär. Berry var nu sugen på att börja spela in skivor. Han reste till Chicago, Illinois där han stötte ihop med idolen Muddy Waters som efter en kort konversation "fixade" in honom till skivbolaget Chess. 1955 spelade han in sin första låt, "Maybellene". Låten var en omarbetning av den traditionella kompositionen "Ida Red", gavs ut och nådde en respektabel plats på listorna. Låten var betydligt mer framgångsrik som inspirationskälla för andra artister.
"Maybellene" följdes snart upp av betydligt mer framgångsrika rock'n'roll-låtar som "School Days", "Roll Over Beethoven", "Johnny B. Goode", "Rock and Roll Music", "Sweet Little Sixteen", "Carol", "Little Queene" med flera. På flera av dessa låtar medverkar Johnnie Johnson på piano, Willie Dixon på basgitarr och Fred Below på trummor. Berry blev en stor sensation och turnerade ständigt landet runt. Han medverkade i flera TV-program och ett antal filmer.
Ett bakslag kom då han 1959 anklagades för ett förhållande med en fjortonårig flicka från Mexiko, Janice Escalante. Han hade skaffat arbete åt henne på sin St. Louis-klubb Berry's Club Bandstand som så kallad "hat check-girl", men senare givit henne sparken. Berry blev i december 1959 åtalad för att ha fört en minderårig in i staten för sexuella ändamål, den amerikanska lag som går under namnet "the Mann Act". Berry själv hade en annan bild av händelseförloppet, men han dömdes efter ett flertal processer till fem års fängelse. Han satt dock inne endast åren 1961–1963. 
När han väl släpptes tog han åter upp musikkarriären och började skriva nya låtar. "Nadine (Is It You)" blev Berrys första hit efter fängelsevistelsen. Den följdes upp av klassiker som "No Particular Place to Go", "You Never Can Tell" och "Promised Land" och gjorde med dessa ett återtåg in på den amerikanska singellistan. Han blev också mer populär i Storbritannien och Europa än han tidigare varit då flera av brittiska vågens största artister spelade in hans låtar. År 1964 upptäckte han att den amerikanska gruppen Beach Boys kopierat låten "Sweet Little Sixteen" och förvandlat den till "Surfin' USA". Beach Boys hade skrivit texten själva, men de hade tagit melodin från Berry-låten. När Berry hotade med stämning gick Beach Boys med på att ge Berry det mesta av intäkterna från låten samt ange honom som låtskrivare.

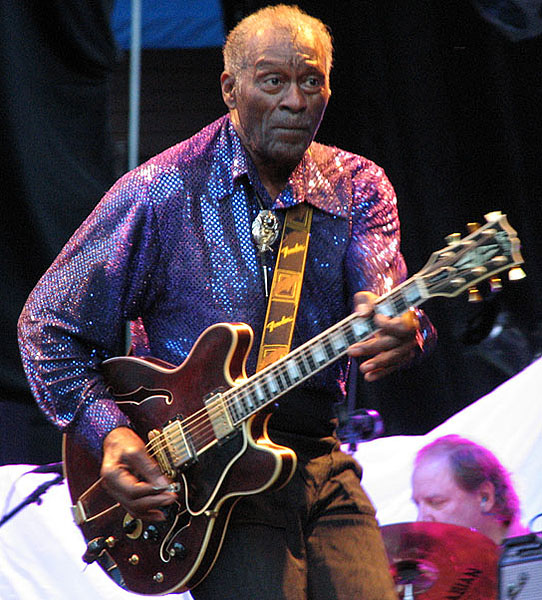
Chuck Berry i Brunnsparken i Örebro 18 juli 2007.

Under den senare delen av 1960-talet hamnade Berry lite i skymundan trots att han fortsatte ge ut nya skivor. Han bytte också skivbolag till Mercury mellan 1967 och 1969. Efter det gick han tillbaka till Chess Records igen där han 1970 gav ut albumet Back Home. 1972 fick han sin första och enda singeletta i USA med en liveversion av den komiska låten "My Ding-A-Ling". Han fortsatte spela in nytt material fram till 1979 då albumet Rock It! släpptes på Atco Records. Det blev hans enda skiva för bolaget. Han hann även med att uppträda i Vita huset efter en förfrågan av president Jimmy Carter. Samma år följde ytterligare fängelsevistelse för skattefiffel. Han fick sitta fyra månader i fängelse, och dömdes även till tusen timmars samhällsservice. I hans fall innebar det välgörenhetskonserter.
Även under 1980-talet och 1990-talets början varvades musiklivet med klammeri med rättvisan. Han var mycket aktiv i "oldies"-turnerande och andra projekt. Hans självbiografi Chuck Berry: the autobiography utkom 1987 (i svensk översättning av Hans Berggren som Chuck Berry: självbiografin, Alfabeta, 1988). 1990 stämdes han av ett antal kvinnor sedan det framkommit att en videokamera fanns monterad på damtoaletten till Berrys restaurang Southern Air. Fallet prövades aldrig rättsligt utan Berry gjorde en ekonomisk uppgörelse med kvinnorna. Dock dömdes han i samma veva till fängelse för ringa narkotikabrott.
År 2000 blev Berry stämd av sin tidigare pianist Johnnie Johnson som hävdade att han var medkompositör till många av Berrys mest kända sånger. Fallet lades dock ner sedan en domare menat att allt för lång tid hade gått sedan låtarna skrevs.
I juli 2007 följde han med Status Quo på deras turné genom Sverige (Järvsö, Ulriksdals slott, Örebro, Båstad, Kalmar och Hässleholm). I filmen Cadillac Records från år 2008 spelas han av Mos Def.
Berry framträdde under åren 1996–2014 på restaurangen Blueberry Hill i Saint Louis en onsdag i månaden.
2014 tilldelas Chuck Berry Polarpriset tillsammans med operaregissören Peter Sellars. På grund av sjukdom närvarade han dock inte vid ceremonin.
I samband med att Berry fyllde 90 år 2016 offentliggjordes att han 2017 skulle ge ut ett helt nytt studioalbum med titeln Chuck. Albumet gavs sedan ut postumt sommaren 2017, några månader efter hans död, och blev det första på 38 år.
Den 18 mars 2017 hittades Berry okontaktbar i sitt hem nära Wentzville, Missouri. Hjälpen som kallades till platsen lyckades inte återuppliva honom och han förklarades död av sin personlige läkare.

## Diskografi

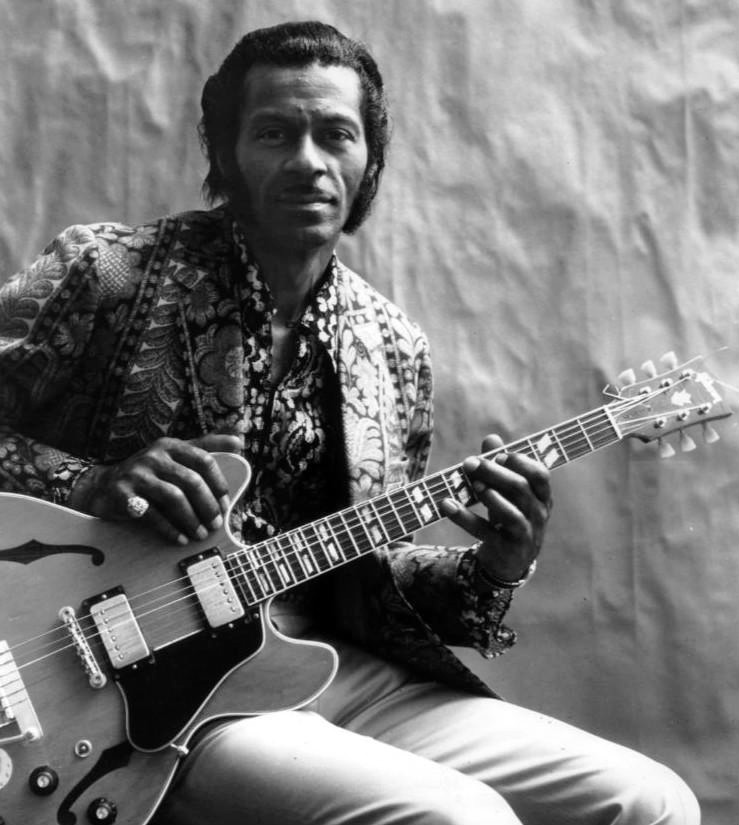
Chuck Berry 1972.

LP-utgivningar på skivbolaget Chess:
- 1957 – After School Session
- 1958 – One Dozen Berrys
- 1959 – Berry Is on Top
- 1960 – Rockin' at the Hops
- 1961 – New Juke Box Hits
- 1963 – Chuck Berry on Stage (live)
- 1964 – Two Great Guitars (med Bo Diddley)
- 1964 – St. Louis to Liverpool
- 1965 – Chuck Berry in London
- 1965 – Fresh Berry's
- 1970 – Back Home
- 1971 – San Francisco Dues
- 1972 – The London Chuck Berry Sessions
- 1973 – Bio
- 1975 – Chuck Berry 75

Utgivningar på Mercury:
- 1967 – Chuck Berry in Memphis
- 1967 – Live at the Fillmore Auditorium
- 1968 – From St. Louie to Frisco
- 1969 – Concerto in B Goode

Utgivningar på Atco Records:
- 1979 – Rock It

Utgivningar på Dualtone Records:
- 2017 – Chuck

## Covers

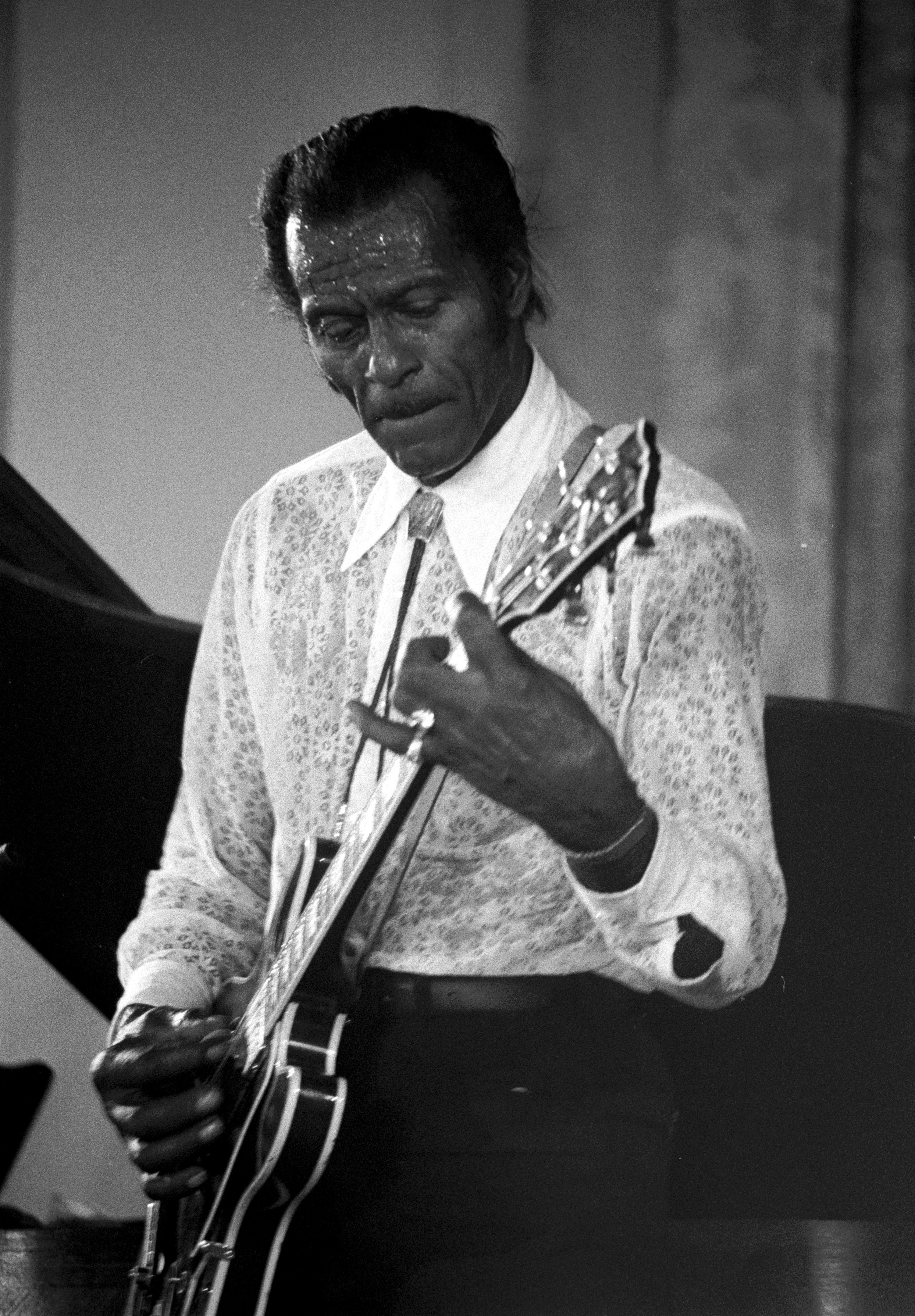
Chuck Berry 1987.

Chuck Berry har som sagt influerat många andra band och artister, och det har varit väldigt populärt att göra covers på hans låtar.
Här är en lista över några som gjort Chuck Berry-covers:
- Björn Skifs – "No Particular Place to Go"
- Eddie Meduza – "Roll Over Beethoven", "Sweet Little Rock 'n Roller", "Little Queenie"
- Kikki Danielsson – "Rock N Roll Music"
- Ebba Grön – "Rock N Roll Music"
- E.L.O – "Roll Over Beethoven"
- Johnny Winter – "Johnny B. Goode"
- AC/DC – "Schooldays", "Johnny B. Goode"
- Beach Boys – "Rock N Roll Music", "Schooldays"
- The Beatles – "Roll Over Beethoven", "Rock N Roll Music", mfl
- Elvis Presley – "Johnny B. Goode",  "Memphis Tennessee"
- Jimi Hendrix – "Johnny B. Goode"
- Peter Tosh – "Johnny B. Goode"
- Judas Priest – "Johnny B. Goode"
- Tommy Roe – "Brown-Eyed Handsome Man"
- George Thorogood – "No Particual Place To Go"
- Elton John – "Johnny B. Goode"
- Rolling Stones – "Come On", "Carol", "You Can't Catch Me", "Around And Around", "Bye Bye Johnny", "Little Queenie", "I'm Talking About You", "Beautiful Delilah", "Don't Lie To Me",  "Roll Over Beethoven", "Reelin' & Rockin'", "Sweet Little Sixteen", "Memphis", "Sweet Little Rock And Roller", "Back In The USA", "Let It Rock"
- MC5 – "Back In The USA"
- The Playtones – "Roll Over Beethoven"
- Rod Stewart – "Sweet Little Rock’n Roller"
- Status Quo – "Bye Bye Johnny", "Carol", "Roll Over Beethoven", "Memphis Tennessee"
- Johnny Rivers – "Brown-Eyed Handsome Man", "Memphis Tennessee"